# سيراس فريش
سيراس فريش (بالهولندية: Cyrus Frisch)‏ هو مخرج هولندي، ولد في 22 سبتمبر 1969 في أمستردام في هولندا.

## وصلات خارجية
- سيراس فريش على موقع IMDb (الإنجليزية)
- سيراس فريش على موقع أول موفي (الإنجليزية)
- سيراس فريش على موقع قاعدة بيانات الفيلم (الإنجليزية)
- سيراس فريش على موقع كينوبويسك (الروسية)